# Alexis Jordan (cantora)
Alexis Jordan (Colúmbia, 7 de abril de 1992) é uma cantora e atriz norte-americana. A jovem artista já havia participado do America's Got Talent em 2006, antes de assinar contrato com a editora Roc Nation após uma audição, que despertou o interesse da equipe de produção Stargate e do presidente na altura da editora, Jay-Z.
Em 2011, gravou seu primeiro álbum de estúdio, Alexis Jordan, que alcançou as dez primeiras posições da UK Albums Chart e recebeu a autenticação de prata pela British Phonographic Industry (BPI). O disco gerou os singles número um na Hot Dance Club Songs "Happiness" e "Good Girl".

## Biografia e carreira

### Vida pessoal e início (1992—2008)

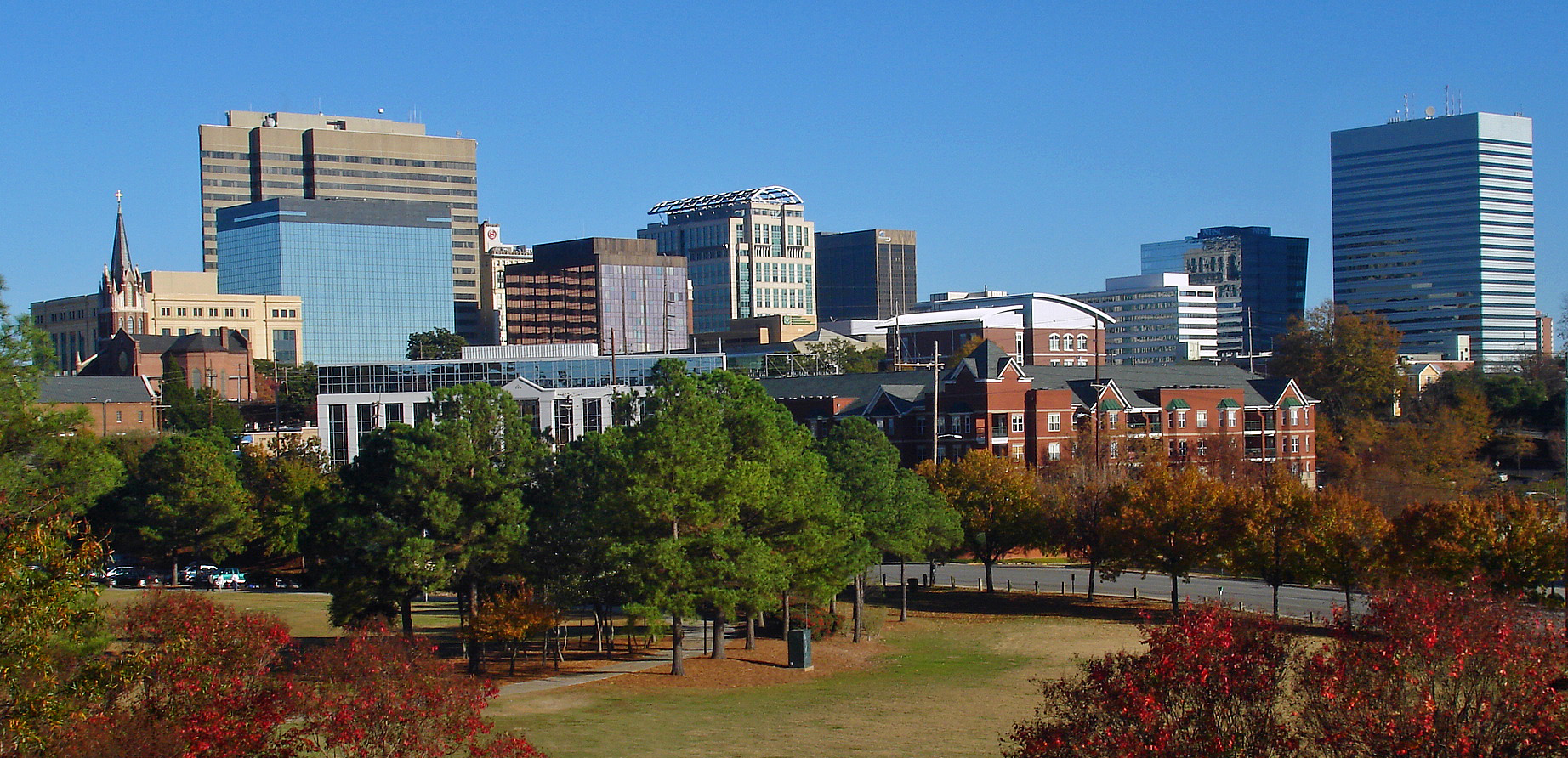
Jordan nasceu na cidade de Colúmbia, na Carolina do Sul.

Alexis Jordan nasceu em 7 de abril de 1992 em Colúmbia, Carolina do Sul. Filha de mãe africana-americana, nativa americana e descendente europeia e de pai porto-riquenho. Alexis Jordan começou a escrever quando estudava terceira série. Aos onze anos de idade, a jovem artista se mudou com seus pais e três irmãos mais novos Taylor, Malichai e Malcolm para Santa Clarita, Califórnia, para seguir à carreira nas artes. Aos doze anos, ela inaugurou um concerto para Smokey Robinson em um tributo a Stevie Wonder.
Em 2006, ela fez um teste para primeira edição do America's Got Talent, onde interpretou "I Have Nothing" de Whitney Houston na audição e avançou para rodada seguinte, contudo foi eliminada nas semifinais. Depois disto, a cantora e sua família mudaram-se para Atlanta com intuito de se aproximarem da indústria musical. A cantora começou a carregar versões covers para o YouTube ao enviar canções de demonstração e até 2008 acumulou milhões de visualizações. A exposição chamou a atenção da equipe de produção Stargate, que a convidou para viajar até Nova Iorque e gravar algumas músicas com eles. Sua ida aos estúdios novaiorquinos resultou em seu primeiro contrato com as gravadoras filiadas da Sony Music, Roc Nation/StarRoc — ambas do rapper Jay-Z, sendo a última em parceria com a equipe Stargate.

### Alexis Jordan(2010—2012)
A canção "Happiness" foi lançada em 4 de junho de 2009 como seu primeiro single e atingiu o número um da tabela musical dos Estados Unidos Hot Dance Club Songs. Além do sucesso no país de origem da cantora, a obra ficou entre as dez primeiras posições em outras oito nações, incluindo os Países Baixos, onde manteve-se no cume por dez semanas consecutivas na listagem Dutch Top 40. Mais tarde, a canção foi autenticada como disco de ouro na Bélgica, Nova Zelândia e Reino Unido e como disco de platina tripla na Austrália. Em fevereiro seguinte, "Good Girl" foi sua segunda faixa distribuída comercialmente. Tornou-se sua segunda canção a enumerar-se entre az dez primeiras posições na britânica UK Singles Chart e a segunda a atingir o topo da norte-americana Hot Dance Club Songs. Seu álbum de estreia, Alexis Jordan, foi distribuído em 25 de fevereiro de 2011. O trabalho combina gêneros como dance-pop, pop e R&B e obteve em sua maioria críticas mistas pela sua produção otimista e letras desenfreadas, mas que apontaram também uma falta de estilo destinto no conjunto. O álbum não não foi lançado nacionalmente, contudo foi distribuído na Europa e Oceania, onde teve um desempenho comercial médio. No Reino Unido, atingiu a nona colocação na UK Albums Chart e recebeu a autenticação de prata pela BPI. O terceiro single do disco, "Hush Hush", atingiu a décima segunda posição da Dutch Top 40 e situou-se nas tabelas musicais da Eslováquia, Irlanda e Reino Unido.
Em junho e julho de 2011, Jordan fez concertos de abertura para a banda JLS em sua turnê de verão. Depois disto, a artista se apresentou no festival britânico T4 on the Beach e interpretou as canções "Hush Hush" e "Good Girl". Ainda no mês de julho, a artista colaborou com Sean Paul na canção "Got 2 Luv U". A faixa desempenhou-se entre as dez primeiras posições de doze países e alcançou a primeira posição nos Países Baixos, na Roménia e na Suíça, além de ter sido a primeira entrada da artista na Billboard Hot 100. Em 12 de abril de 2012, a artista embarcou em sua primeira excursão. Ela se apresentou em Londres, Birmingham e Manchester. Em junho de 2012, Jordan se apresentou no festival britânico LGBT Birmingham Pride e apresentou "Good Girl", "Got 2 Luv U", "Shout Shout" e "Hush Hush". Em novembro, a artista se apresentou na versão romena do The X Factor, onde apresentou "Happiness" e "Good Girl".

### Intenção de lançamento de segundo álbum de estúdio e pausa na música (2012—atualmente)
Em 14 de janeiro de 2013, "Acid Rain", em colaboração com J. Cole, estreou online. Jordan anunciou que seria o single de avanço de seu segundo álbum. A canção interpola demonstrações da canção "Get Up (Rattle)", da dupla de disc jockeys (DJs) holandesa Bingo Players. A versão finalizada da canção, lançada em 20 de fevereiro seguinte, continha apenas os vocais da artista. "Acid Rain" tornou-se a terceira obra da artista a alcançar a primeira posição da tabela musical Hot Dance Club Songs. Depois de o single fracassar musicalmente, ela foi dispensada da sua grvadora, a StarRoc/Roc Nation. Jordan entrou em hiato do mundo da música, dedicando-se ao marido, Luke Broadlick, com quem caso em 2014, e à filha de ambos, que nasceu em 2016.

## Prêmios e indicações
| Ano  | Organização             | Categoria—Trabalho                        | Resultado |
| ---- | ----------------------- | ----------------------------------------- | --------- |
| 2011 | ESKA Music Awards       | International Hit of the Year—"Happiness" | Venceu    |
| 2011 | MOBO Awards             | Best International Act                    | Indicado  |
| 2011 | MTV Europe Music Awards | Best Push Act                             | Indicado  |